# Nicole Pratt
 Nicole Pratt (* 5. März 1973 in Mackay, Queensland) ist eine ehemalige australische Tennisspielerin.

## Karriere
Das Tennisspielen wurde ihr von ihrem Vater George beigebracht, der seinerseits zu den Top-Junioren gehört hatte. Nach dem Schulbesuch erhielt sie ein Tennis-Stipendium am Australian Institute of Sport in Canberra. Mit 18 Jahren wurde sie Profi.
Im Januar 2001 war sie die Nummer 1 im australischen Damentennis. Sie erreichte 2004 die dritte Runde der Australian Open und gewann die Indian Open.
Im August 2006 erreichte Pratt im Alter von 33 Jahren beim Canada Masters in Toronto ihr erstes Viertelfinale auf der WTA Tour. Kurz darauf gelang ihr die Rückkehr in die Top 100 der WTA-Weltrangliste. 2007 nahm sie am Sydney Medibank International teil, wo sie mit einem Sieg über Dinara Safina in die zweite Runde einzog, in der sie Kim Clijsters in zwei Sätzen unterlag.
Bei den Australian Open verlor sie bereits ihr Erstrundenmatch gegen Virginie Razzano.
1998 bis 2007 spielte Pratt in neun Jahren bei 20 Begegnungen für die australische Fed-Cup-Mannschaft, wo sie in 28 Matches insgesamt 15 Siege erzielen konnte.
2008 erklärte Nicole Pratt bei den Australian Open nach ihrer Auftaktniederlage gegen Nadja Petrowa unter Tränen ihren Rücktritt vom Profitennis.
Im Mai 2012 gab sie bei einem ITF-Turnier in Portugal ihr Comeback; es blieb jedoch ihr letzter Auftritt auf der Damentour.

## Persönliches
Nicole Pratt, das dritte von fünf Kindern eines Zuckerrohrfarmers, bekannte sich öffentlich als lesbisch.

## Erfolge

### Einzel

#### Turniersieg
| Nr. | Datum            | Turnier   | Kategorie   | Belag     | Finalgegnerin   | Ergebnis  |
| --- | ---------------- | --------- | ----------- | --------- | --------------- | --------- |
| 1.  | 21. Februar 2004 | Hyderabad | WTA Tier IV | Hartplatz | Maria Kirilenko | 7:63, 6:1 |

#### Finalteilnahme
| Nr. | Datum            | Turnier   | Kategorie   | Belag     | Finalgegnerin | Ergebnis |
| --- | ---------------- | --------- | ----------- | --------- | ------------- | -------- |
| 1.  | 14. Oktober 2001 | Schanghai | WTA Tier IV | Hartplatz | Monica Seles  | 2:6, 3:6 |

### Doppel

#### Turniersiege
| Nr. | Datum              | Turnier          | Kategorie    | Belag             | Partnerin           | Finalgegnerinnen                   | Ergebnis          |
| --- | ------------------ | ---------------- | ------------ | ----------------- | ------------------- | ---------------------------------- | ----------------- |
| 1.  | 25. Juni 2000      | ’s-Hertogenbosch | WTA Tier III | Rasen             | Erika de Lone       | Karina Habšudová Catherine Barclay | 7:66, 4:3 Aufgabe |
| 2.  | 5. November 2000   | Québec           | WTA Tier III | Teppich (Halle)   | Meghann Shaughnessy | Kimberly Po Els Callens            | 6:3, 6:4          |
| 3.  | 19. August 2001    | Toronto          | WTA Tier I   | Hartplatz         | Kimberly Po         | Katarina Srebotnik Tina Križan     | 6:3, 6:1          |
| 4.  | 21. September 2003 | Schanghai        | WTA Tier II  | Hartplatz         | Émilie Loit         | Tamarine Tanasugarn Ai Sugiyama    | 6:3, 6:3          |
| 5.  | 18. Juli 2004      | Stanford         | WTA Tier II  | Hartplatz         | Eleni Daniilidou    | Claudine Schaul Iveta Benešová     | 6:2, 6:4          |
| 6.  | 15. Mai 2005       | Prag             | WTA Tier IV  | Sand              | Émilie Loit         | Barbora Strýcová Jelena Kostanić   | 6:76, 6:4, 6:4    |
| 7.  | 13. Januar 2006    | Hobart           | WTA Tier IV  | Hartplatz         | Émilie Loit         | Jelena Kostanić Jill Craybas       | 6:2, 6:1          |
| 8.  | 11. Februar 2007   | Pattaya          | WTA Tier IV  | Hartplatz         | Mara Santangelo     | Chuang Chia-jung Chan Yung-jan     | 6:4, 7:64         |
| 9.  | 24. Februar 2007   | Memphis          | WTA Tier III | Hartplatz (Halle) | Bryanne Stewart     | Akiko Morigami Jarmila Gajdošová   | 7:5, 4:6, [10:5]  |

#### Finalteilnahmen
| Nr. | Datum              | Turnier  | Kategorie    | Belag     | Partnerin        | Finalgegnerinnen                              | Ergebnis |
| --- | ------------------ | -------- | ------------ | --------- | ---------------- | --------------------------------------------- | -------- |
| 1.  | 24. Mai 1998       | Madrid   | WTA Tier III | Sand      | Rachel McQuillan | Dominique van Roost Florencia Labat           | 3:6, 1:6 |
| 2.  | 16. September 2001 | Waikoloa | WTA Tier IV  | Hartplatz | Els Callens      | Katarina Srebotnik Tina Križan                | 2:6, 3:6 |
| 3.  | 14. September 2003 | Bali     | WTA Tier III | Hartplatz | Émilie Loit      | Angelique Widjaja María Vento-Kabchi          | 5:7, 2:6 |
| 4.  | 3. März 2007       | Acapulco | WTA Tier III | Sand      | Émilie Loit      | Arantxa Parra Santonja Lourdes Domínguez Lino | 3:6, 3:6 |

## ITF-Titel

### Einzel (5)
- 1993 – $25.000 Nuriootpa
- 1995 – $25.000 Port Pirie
- 1995 – $25.000 Mount Gambier
- 1998 – $25.000 Rockford
- 2000 – $75.000 Midland

### Doppel (9)
- 1990 – $10.000 Swansea (Partnerin: Kirrily Sharpe)
- 1990 – $10.000 Bournemouth (Kirrily Sharpe)
- 1991 – $25.000 Mount Gambier (Kristin Godridge)
- 1992 – $50.000 Jakarta (Angie Woolcock)
- 1992 – $10.000 Burgdorf (Kristin Godridge)
- 1993 – $10.000 Bangkok (Suzanna Wibowo)
- 1996 – $50.000 Wilmington (Erika De Lone)
- 1997 – $50.000 Taschkent (Erika De Lone)
- 2006 – $75.000 Las Vegas (Casey Dellacqua)